# Gribomont
Gribomont ist ein Weiler in den belgischen Ardennen an der Vierre und der Semois. Früher ein Teil von Orgeo, ist es heute administrativ Teil der Gemeinde Herbeumont in der Provinz Luxemburg in der wallonischen Region Belgiens.
Die Schieferindustrie war lange Zeit die Hauptwirtschaftsaktivität der Region. Gribomont besaß Schleifsteine und Sägen an der Vierre, einem Nebenfluss der Semois.